# Gunnar Lund
Gunnar Lund (ur. 26 lipca 1947 w Karlskodze) – szwedzki polityk, urzędnik państwowy i dyplomata, działacz Szwedzkiej Socjaldemokratycznej Partii Robotniczej, w latach 2002–2004 minister w rządzie Görana Perssona, ambasador Szwecji przy UE, we Francji i w USA.

## Życiorys
Studiował nauki polityczne, ekonomię i rusycystykę na uniwersytetach w Sztokholmie i Uppsali. Następnie jako stypendysta Programu Fulbrighta kształcił się na Uniwersytecie Columbia, gdzie uzyskał magisterium z ekonomii i prawa międzynarodowego.
Pracował jako urzędnik państwowy w ministerstwach finansów i spraw zagranicznych. W latach 1988–1991 był sekretarzem stanu w resorcie finansów, odpowiadając m.in. za budżet i stosunki międzynarodowe. W 1991 w randze ambasadora przeszedł do pracy w MSZ. W 1994, po powrocie socjaldemokratów do władzy, powołano go na sekretarza stanu w MSZ, gdzie zajmował się sprawami europejskimi. W 1999 objął stanowisko stałego przedstawiciela Szwecji przy Unii Europejskiej, zajmując je do 2002.
W latach 2002–2004 był członkiem gabinetu Görana Perssona, odpowiadając jako minister bez teki za międzynarodową politykę gospodarczą. W 2005 został ambasadorem Szwecji w Waszyngtonie. W 2007 objął placówkę dyplomatyczną w Paryżu, kierując nią do 2014.